# 해리 스택 설리번
허버트 해리 스택 설리반(Herbert Harry Stack Sullivan, 1892년 2월 21일 ~ 1949년 1월 14일)은 미국 신프로이트 경향의 정신과 의사이자 정신 분석가이다.

## 관점
그는 인간의 '성격'이 대인관계의 복잡함속에서 형성되며 그 안에 존재하고 있는 것으로 여겼다. 지그문트 프로이트(Sigmund Freud), 아돌프 마이어(Adolf Meyer) 및 윌리엄 알란슨 화이트(William Alanson White)들처럼 그는 정신질환 환자를 돕기 위해 수년간의 임상 및 연구 작업을 하였다. 알프레드 아들러(Alfred Adler), 오토 랭크, 카렌 호나이(Karen Horney), 에리히 프롬(Erich Fromm) 등 신프로이트 학파는 프로이트의 본능적인 원초적 자아에 전적으로 집중하기보다는 대인관계와 자기주장을 강조했으며 이러한 이론적 변화를 반영한 맥락에서 치료적 실천을 수정 및 보완했다.

## 신프로이트 학파
신-프로이트학파(新Freud學派, Neo-Freudian)는 정신역동정통 프로이트파와 달리 인격의 발달에 사회ㆍ문화적 요인을 강조하는 정신 분석학자들의 학파이다. 독일의 에리히 프롬(Erich Fromm), 카디너, 카렌 호나이(Karen Horney) 등이 있다.

## 정신역동이론
정신역동이론(精神力動理論)은 인간 행동을 정신 내의 운동과 상호 작용에 초점을 두고 설명하는 이론이다. 정신과 행동이 개인의 사회 환경과 어떻게 서로 영향을 주고받는지를 강조한다. 이는 고전적인 프로이트의 정신분석적 접근에 국한하지 않고 수정되고 보완되면서 이후 신프로이트학파를 거쳐 보다 확장된 개념들을 수용하는 정신역동이론으로 발전하여왔다.

## 같이 보기
- 레프 비고츠키